# Pseudophilomedinae
Pseudophilomedinae is een onderfamilie van kreeftachtigen uit de klasse van de Ostracoda (mosselkreeftjes).

## Geslachten
- Angulorostrum Kornicker, 1981
- Harbansus Kornicker, 1978
- Paramekodon Brady & Norman, 1896
- Pseudophilomedes Mueller, 1894
- Streptoleberis Brady, 1890
- Tetragonodon Brady & Norman, 1896